# Plebeia malaris
Plebeia malaris là một loài Hymenoptera trong họ Apidae. Loài này được Moure mô tả khoa học năm 1962.